# مدهشة
مُدهشة أو بديعة (الاسم العلمي: Thespesia)، هو جنس يتألف من 14 شجيرة وشجرة مزهرة من فصيلة الخبازية، وهي أكثر ارتباطًا بنباتات القطن (قطن (جنس)) التي تتبع ذات الفصيلة. ينتشر الجنس من جنوب المحيط الهادئ عبر آسيا وإفريقيا ومنطقة البحر الكاريبي.
الاسم العلمي للجنس من الإغريقية "ثيسبيوس"، وتعني المُدهش، العجيب، البديع، أو إلهية. في إشارة إلى تغير لون زهورها.

## أنواع مختارة
هناك 14 نوعًا مقبولة حاليًا.
- Thespesia acutiloba (Baker f.) Exell & Mendonça – موزمبيق and كوازولو ناتال
- Thespesia beatensis (Urb.) Fryxell – Beata Island، جمهورية الدومينيكان[4]
- Thespesia cubensis (Britton & P.Wilson) J.B.Hutch. – كوبا[5]
- Thespesia danis Oliv. – شرق وجنوب إثيوبيا، والصومال، وكينيا، وشرق تنزانيا[6]
- Thespesia fissicalyx Borss.Waalk. – شرق وشمال شرق غينيا الجديدة
- Thespesia garckeana F.Hoffm. – من نيجيريا إلى السودان وشمال جنوب إفريقيا
- Thespesia grandiflora أوغستان بيرام دو كندول - Maga – بورتوريكو
- Thespesia gummiflua Capuron – شمال مدغشقر
- Thespesia mossambicensis (Exell & Hillc.) Fryxell – شمال شرق موزمبيق
- Thespesia multibracteata Borss.Waalk. – غينيا الجديدة
- Thespesia patellifera Borss.Waalk. – شرق غينيا الجديدة
- تفاحة عدن  [لغات أخرى]‏ (L.) دانيال كارل سولاندر ex Corrêa - Portia tree – Pantropical
- Thespesia populneoides (Roxb.) Kostel. – الساحل الشرقي لإفريقيا، مدغشقر، شبه القارة الهندية، الهند الصينية، الفلبين، جاوة، غينيا الجديدة، وشمال أستراليا
- Thespesia robusta Borss.Waalk. – جنوب شرق بابوا غينيا الجديدة

## روابط خارجية
- | ضبط استنادي: وطنية | - المكتبة القومية الإسرائيلية (J9U) |

- Thespesia populnea at Australian native hibiscus and hibiscus like species.